# Ancistrocladus
Ancistrocladus is een geslacht van houtachtige lianen uit de familie Ancistrocladaceae. De soorten uit het geslacht komen voor in West-Afrika, westelijk Centraal-Afrika, Oost-Afrika en (sub)tropisch Azië.

## Soorten
- Ancistrocladus abbreviatus Airy Shaw
- Ancistrocladus attenuatus Dyer
- Ancistrocladus barteri Scott Elliot
- Ancistrocladus congolensis J.Léonard
- Ancistrocladus ealaensis J.Léonard
- Ancistrocladus grandiflorus Cheek
- Ancistrocladus griffithii Planch.
- Ancistrocladus guineensis Oliv.
- Ancistrocladus hamatus (Vahl) Gilg
- Ancistrocladus heyneanus Wall. ex J.Graham
- Ancistrocladus ileboensis Heubl, Mudogo & G.Bringmann
- Ancistrocladus korupensis D.W.Thomas & Gereau
- Ancistrocladus letestui Pellegr.
- Ancistrocladus likoko J.Léonard
- Ancistrocladus pachyrrhachis Airy Shaw
- Ancistrocladus robertsoniorum J.Léonard
- Ancistrocladus tanzaniensis Cheek & Frimodt-Møller
- Ancistrocladus tectorius (Lour.) Merr.
- Ancistrocladus uncinatus Hutch. & Dalziel
- Ancistrocladus wallichii Planch.